# Susanna Foster
Pour les articles homonymes, voir Foster.

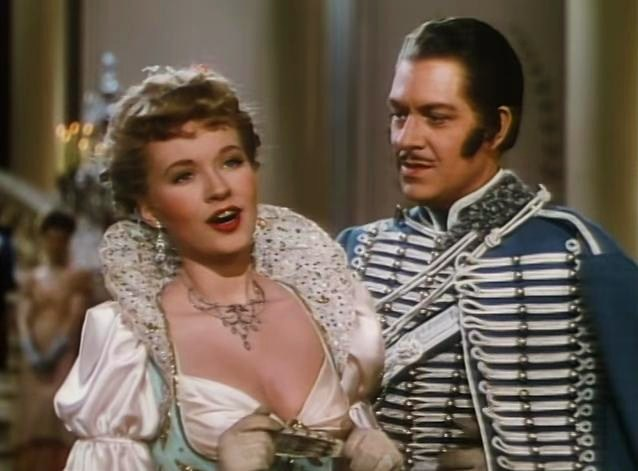
Susanna Foster et Nelson Eddy, dans Le Fantôme de l'Opéra (1943).

Susanna Foster est une actrice et chanteuse américaine, née le 6 décembre 1924 à Chicago et morte le 17 janvier 2009 à Englewood (New Jersey).

## Biographie
Susanna Foster naît sous le nom d'état civil de Suzanne DeLee Flanders Larson en 1924 à Chicago.
Au cinéma, Susanna Foster débute dè l'âge de 14 ans dans le film musical The Great Victor Herbert d'Andrew L. Stone (avec Walter Connolly et Mary Martin), sorti en 1939. Suivent onze autres films jusqu'en 1945, dont Le Fantôme de l'Opéra d'Arthur Lubin (en 1943, avec Nelson Eddy et Claude Rains), La Passion du docteur Hohner de George Waggner (en 1944, avec Boris Karloff et Turhan Bey) et This Is the Life de Felix E. Feist (en 1944, avec Donald O'Connor et Peggy Ryan).
Pratiquement retirée de l'écran après 1945 — elle n'a alors que 21 ans —, elle poursuit une carrière de chanteuse, en tant que soprano, et joue notamment en 1948 au Los Angeles Civic Light Opera (en), dans Naughty Marietta (en), opérette de Victor Herbert, aux côtés de Wilbur Evans (en), Edward Everett Horton et Mitzi Gaynor.
La même année 1948, elle épouse Wilbur Evans (1905-1907), chanteur baryton de près de vingt ans son aîné, avec lequel elle se produit en tournée dans des comédies musicales et opérettes, jusqu'à leur divorce en 1956.
Susanna Foster revient une ultime fois au cinéma dans Détour de Wade Williams (1992), remake du film homonyme de 1945.
Elle meurt en 2009 à Englewood dans le New Jersey.

## Filmographie
- 1939 : The Great Victor Herbert d'Andrew L. Stone : Peggy
- 1941 : Magie musicale (The Hard-Boiled Canary) d'Andrew L. Stone : Toodles LaVerne
- 1941 : Glamour Boy de Ralph Murphy et Ted Tetzlaff : Joan Winslow
- 1942 : Au pays du rythme (Star Spangled Rhythm) de George Marshall : elle-même
- 1943 : Top Man de Charles Lamont : Connie Allen
- 1943 : Le Fantôme de l'Opéra (Phantom of the Opera) d'Arthur Lubin : Christine DuBois
- 1944 : Hollywood Parade (Follow the Boys) d'A. Edward Sutherland et John Rawlins : elle-même
- 1944 : La Passion du docteur Hohner (The Climax) de George Waggner : Angela Klatt
- 1944 : Cavalcade musicale (Bowery to Broadway) de Charles Lamont  : Peggy Fleming Barrie
- 1944 : Et voilà la vie (This Is the Life) de Felix E. Feist : Angela Rutherford
- 1945 : Frisco Sal (en) de George Waggner : Sally Warren
- 1945 : Penny cherche un père (That Night with You) de William A. Seiter : Penny Parker
- 1992 : Détour (Detour) d'Edgar Georg Ulmer : Evie

## Répertoire lyrique
- 1948 : Naughty Marietta, opérette, musique de Victor Herbert, livret de Rida Johnson Young : Marietta